# جلايار
جلايار هي بلدة في مقاطعة خطيرجي في ولاية نواوي في أوزبكستان.